# Szemfoltos bambuszcápa
A szemfoltos bambuszcápa (Hemiscyllium ocellatum) a rablócápa-alakúak (Orectolobiformes) rendjébe és a bambuszcápa-félék (Hemiscylliidae) családba tartozó faj .

## Előfordulása
A Csendes-óceán délnyugati részén, Ausztrália, Új-Guinea, ritkán Malajzia és Szumátra part közeli vizeiben honos.

## Megjelenése
Könnyen felismerhető, sárga bőrét sok folt tarkítja, az oldalán egy egyéni nagy fekete folt, ami körül egy fehér kör található. Kis méretű cápa. Átlagos testhossza 1–1,5 méter közötti.
|  |  |

## Életmód
Tápláléka a rákokból, férgekből, kisebb kagylókból, és apróbb halakból áll. Az emberre nem veszélyes.

## Szaporodása
Az ivadékok cápatojásokból jönnek a világra.

## Érdekességek
- A szemfoltos bambusz cápa az egyetlen cápafaj, amely képes a szárazföldön is mozogni különleges, lábakhoz hasonló uszonyaival.
- Ha egy példány a partra sodródik, képes a szárazföldön is lélegezni, amíg vissza nem mászik a vízbe.